# Zénith Paris
Zénith Paris y comúnmente conocido como Le Zénith, es un estadio cubierto de usos múltiples en París, Francia. Está ubicado en el Parque de la Villette en el distrito 19, a orillas del Canal de l'Ourcq. La capacidad para albergar hasta 6.293 personas lo convierte en uno de los salones más grandes de París. Las estaciones de metro y RER más cercanas son Porte de la Villette, Porte de Pantin y Pantin.
Es el primer lugar que lleva el sobrenombre de Le Zénith; Un teatro ubicado en Francia, con una capacidad mínima de 3.000 personas, por lo que el teatro de París fue llamado "Le Zénith" en muchos medios.